# Voir: Rolul filmului în cultura contemporană
Voir: Rolul filmului în cultura contemporană este un serial TV american documentar cu eseuri vizuale despre cinematografie. Este produs de regizorul nominalizat la Premiile Oscar, David Fincher, pentru Netflix.

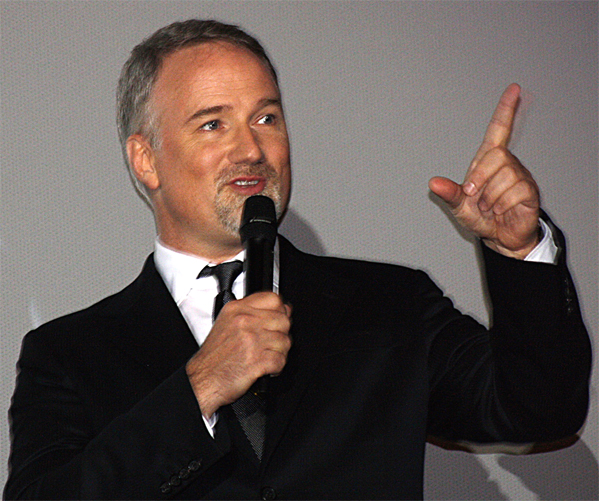
Regizorul David Fincher, unul dintre filmele sale preferate este Lawrence al Arabiei (cf. episodului 3)

O colecție de eseuri vizuale... din dragoste pentru cinema.

## Distribuție
- Eva Wild
- Olive Bernadette Hoffman
- Tony Zhou. În episodul 2, Tony Zhou discută despre natura răzbunării
- Taylor Ramos
- Sasha Stone. În episodul 1, Sasha Stone discută despre dragostea ei personală pentru filmul Jaws, alături de propria sa poveste a majoratului.
- Walter Chaw
- Drew McWeeny
- David Prior

## Episoade
| Nr. | Titlu                                           | Regizat de    | Data lansării    |
| --- | ----------------------------------------------- | ------------- | ---------------- |
| 1 | „Vara rechinului (Summer of the Shark)”         | David Fincher | 6 decembrie 2021 |
| Despre filmul lui Steven Spielberg, Fălci (Jaws, 1975), și începutul epocii blockbuster-urilor (cu filme ca de ex. Războiul stelelor).                                          |                                                 |               |                  |
| 2 | „Etica răzbunării (Ethics of Revenge)”          | David Fincher | 6 decembrie 2021 |
| Despre filmul lui Park Chan-wook, Dulcea ei răzbunare (Lady Vengeance, 2005) și în general, despre filme care au ca temă răzbunarea.                                            |                                                 |               |                  |
| 3 | „Dar nu-mi place de el (But I Don't Like Him)”  | David Fincher | 6 decembrie 2021 |
| Despre personaje care nu ne plac și despre ceea ce ne atrage la ele. Începând cu Lawrence al Arabiei și alte personaje din filmele cu gangsteri, cum ar fi cele din seria Nașul |                                                 |               |                  |
| 4 | „Dualitatea percepției (The Duality of Appeal)” | David Fincher | 6 decembrie 2021 |
| Conține interviuri cu foștii animatori Disney, Glen Keane și Brenda Chapman, despre crearea unor personaje feminine atrăgătoare.                                                |                                                 |               |                  |
| 5 | „Filme contra televiziune (Film vs Television)” | David Fincher | 6 decembrie 2021 |
| Despre linia neclară care separă cinematografia de televiziune |                                                 |               |                  |
| 6 | „Profan și profund (Profane and Profound)”      | David Fincher | 6 decembrie 2021 |
| Despre filmul lui Walter Hill, 48 de ore (48 Hrs., 1982). Și alte filme în care apar cupluri de presupuși prieteni, unul afro-american, altul caucazian                         |                                                 |               |                  |